# The Renunciation
The Renunciation is een Amerikaanse stomme en korte film uit 1909 onder regie van D.W. Griffith.

## Verhaal
Twee mannen vechten om een vrouw. Net als de ene man de andere man wil vermoorden in zijn slaap, stelt het meisje haar nieuwe verloofde aan iedereen voor...

## Rolverdeling
| Acteur             | Personage          |
| ------------------ | ------------------ |
| Mary Pickford      | Kittie Ryan        |
| Anthony O'Sullivan | Steve Ryan         |
| James Kirkwood     | Joe Fielding       |
| Harry Solter       | Sam Walters        |
| Billy Quirk        | Kittie's Verloofde |
| Arthur V. Johnson  | -                  |
| Wilfred Lucas      | -                  |